# Objeto transneptuniano

Ilustración a escala de los mayores objetos transneptunianos.

Un objeto transneptuniano u objeto transneptúnico (a menudo abreviado como OTN) es cualquier ente del sistema solar cuya órbita se ubica parcial o totalmente más allá de la órbita del planeta Neptuno. Algunas subdivisiones específicas de ese espacio llevan el nombre de cinturón de Kuiper y nube de Oort. Por una resolución de la Unión Astronómica Internacional del día 11 de junio de 2008, los planetas enanos transneptunianos pasaron a denominarse «plutoides».
Para referirse a un objeto transneptuniano, frecuentemente suele utilizarse la abreviatura TNO (del inglés trans neptunian object). En muchos casos, se usa indistintamente con la abreviatura KBO (del inglés Kuiper belt object), lo cual no es del todo correcto. Los TNO comprenden, entre otros, a los cuerpos de la nube de Oort y a los KBO. Estos últimos, a su vez, también se subdividen en plutinos y cubewanos.[cita requerida]
Debido a los cambios en las órbitas de los planetas conocidos a principios de los años 1900, y atribuidos a la acción de la gravedad (la fuerza de atracción entre toda la materia) sobre los propios planetas, se supuso que había uno o más planetas más allá de Neptuno que no se habían identificado (véase planeta X). Una hipótesis similar había conducido al descubrimiento de Neptuno, a partir de distorsiones en la órbita de Urano. La búsqueda de estos cuerpos teóricos llevó al descubrimiento de Plutón y, desde entonces, se han encontrado otros pocos objetos destacables. No obstante, siguen siendo demasiado pequeños para explicar las perturbaciones, y los cálculos revisados de la masa de Neptuno mostraron que el problema era ficticio.[cita requerida]

## Objetos transneptunianos notables
En junio de 2005, el número de estos objetos era superior al millar, de los cuales un centenar poseían una órbita determinada con precisión, y, por tanto, una numeración definitiva del Centro de Planetas Menores.

### Cinturón de Kuiper
Los objetos del cinturón de Kuiper suelen subclasificarse según sus características orbitales. Por un lado, están los objetos que orbitan en algún tipo de resonancia con Neptuno, 2:3, 1:2, 3:5, 4:7, etcétera. Por otro lado, los que no están vinculados orbitalmente a Neptuno, sin resonancia orbital de ningún tipo, que se denominan cubewanos u objetos clásicos del cinturón de Kuiper.[cita requerida]

#### Resonancia 2:3 (plutinos)
Con un periodo de ~250 años, la resonancia 2:3 a 39,4 UA es, con mucho, la categoría dominante entre los objetos resonantes, con 92 confirmados y 104 posibles miembros. Los objetos siguientes que orbitan en esta resonancia se nombran plutinos por Plutón, el primero descubierto. Algunos plutinos importantes son:
| Nombre   | Diámetro (km)  | Perihelio (ua) | Afelio (ua) | Descubridor                                    | Año  | Imagen |
| -------- | -------------- | -------------- | ----------- | ---------------------------------------------- | ---- | ------ |
| Plutón   | 2306±20        | 29,67          | 48,83       | Clyde William Tombaugh                         | 1930 |        |
| Caronte  | 1207±3         | 29,67          | 48,83       | James W. Christy                               | 1978 |        |
| Nix      | 46-137         | 29,67          | 48,83       | Telescopio espacial Hubble                     | 2005 |        |
| Hidra    | 61-167         | 29,67          | 48,83       | Telescopio espacial Hubble                     | 2005 |        |
| Cerbero  | 13-34          | 29,67          | 48,83       | Telescopio espacial Hubble                     | 2011 |        |
| Estigia  | 10-25          | 29,67          | 48,83       | Telescopio espacial Hubble                     | 2012 |        |
| 1993 RO  | 90             | 31,462         | 46,628      | David C. Jewitt y Jane X. Luu                  | 1993 |        |
| 1993 RP  | 70             | 34,863         | 43,795      | David C. Jewitt y Jane X. Luu                  | 1993 |        |
| 1993 SB  | 130            | 26,719         | 51,572      | I.P. Williams, A. Fitzsimmons y D. O'Ceallaigh | 1993 |        |
| 1993 SC  | 363            | 32,095         | 46,7        | I.P. Williams, A. Fitzsimmons y D. O'Ceallaigh | 1993 |        |
| Ixión    | 822            | 30,0009        | 49,0773     | Deep Ecliptic Survey                           | 2001 |        |
| Haumea   | 1300–1900      | 43,339         | 51,524      | José L. Ortiz y Michael E. Brown               | 2003 |        |
| Namaka   | 170            | 43,339         | 51,524      | Brown, Trujillo, Rabinowitz                    | 2005 |        |
| Hiʻiaka  | 310            | 43,339         | 51,524      | Brown, Trujillo, Rabinowitz                    | 2005 |        |
| Orcus    | 917±25         | 30,53          | 48,31       | Brown, Trujillo, Rabinowitz                    | 2004 |        |
| Makemake | 1430±14        | 38,590         | 52,840      | Brown, Trujillo, Rabinowitz                    | 2005 |        |
| 2003 VS2 | 523+35,1 −34,4 | 36,427         | 42,104      | NEAT                                           | 2003 |        |
| Achlys   | 730            | 32,309         | 46,554      | Brown, Trujillo                                | 2003 |        |
| Huya     | 458,0±9.2      | 28,520         | 50,363      | Ignacio Ferrín                                 | 2000 |        |

#### Resonancia 3:5
A octubre de 2008 se habían encontrado 10 de estos objetos. Tienen un periodo de ~275 años. Estos son los tres más importantes:
| Nombre     | Diámetro (km) | Perihelio (ua) | Afelio (ua) | Descubridor                  | Año  | Imagen |
| ---------- | ------------- | -------------- | ----------- | ---------------------------- | ---- | ------ |
| 2001 YH140 | 345±45        | 36,368         | 48,39       | Brown, Trujillo              | 2001 |        |
| 1994 JS    | 121           | 33,095         | 51,954      | David C. Jewitt, Jane X. Luu | 1994 |        |
| 2003 US292 |               |                |             |                              | 2003 |        |

#### Resonancia 4:7
Con un período de ~290 años, otro importante grupo (a octubre de 2008 cerca de 20 objetos encontrados) que orbitan al Sol a 43,7 UA (en medio de los objetos clásicos). Los objetos son bastante pequeños (con una sola excepción, H>6) y la mayoría de ellos siguen órbitas cercanas a la eclíptica. Los objetos con órbitas bien conocidas incluyen:
| Nombre     | Diámetro (km) | Perihelio (ua) | Afelio (ua) | Descubridor            | Año  | Imagen |
| ---------- | ------------- | -------------- | ----------- | ---------------------- | ---- | ------ |
| 1999 CD158 | 420           | 37,52          | 49,88       |                        | 1999 |        |
| 2002 PA149 |               |                |             |                        | 2002 |        |
| 2001 KP77  | 110–240       | 36,021         | 52,020      | Marc W. Buie           | 2001 |        |
| 1999 HT11  | 146           | 38,858         | 49,231      | Observatorio Kitt Peak | 1999 |        |
| 2000 OY51  |               |                |             |                        | 2000 |        |

#### Resonancia 1:2 (twotinos)
Con un período de ~330 años, esta resonancia a 47,8 AU es a menudo considerada como el borde exterior del cinturón de Kuiper, y a los objetos en esta resonancia se les llama a veces twotinos. Los twotinos tienen inclinaciones de menos de 15 grados y excentricidades generalmente moderados ( 0,1 < e < 0,3 ) . Un número desconocido de resonantes 1:2 probablemente no se originó en un disco de planetesimales que fue barrido por la resonancia durante la migración de Neptuno, sino que fueron capturados cuando ya se habían dispersado.
Hay muchos menos objetos en esta resonancia (un total de 14 desde octubre de 2008) que plutinos. La integración orbital a largo plazo muestra que la resonancia 1:2 es menos estable que la 2:3; solo el 15% de los objetos en resonancia 1:2 eran estables tras 4000 millones de años, en comparación con un 28 % de plutinos . En consecuencia, los twotinos podía haber sido originalmente tan numerosos como los plutinos, pero su población ha caído muy por debajo de la de plutinos desde entonces.
| Nombre     | Diámetro (km) | Perihelio (ua) | Afelio (ua) | Descubridor                               | Año  | Imagen |
| ---------- | ------------- | -------------- | ----------- | ----------------------------------------- | ---- | ------ |
| 2002 WC19  | ~440          | 35,361         | 60,94       | Observatorio Palomar                      | 2002 |        |
| 1998 SM165 | 287±36        | 29,902         | 65,154      | Nichole M. Danzl                          | 1998 |        |
| 1999 RB216 | 153           | 33,655         | 61,184      | C. A. Trujillo, D. C. Jewitt, y J. X. Luu | 1999 |        |
| 1996 TR66  |               |                |             |                                           | 1996 |        |
| 2000 JG81  | 67            | 34,172         | 61,546      | Observatorio de la Silla                  | 2000 |        |
| 2000 AF255 |               |                |             |                                           | 2000 |        |
| 2001 UP18  |               |                |             |                                           | 2001 |        |
| 2000 QL251 |               |                |             |                                           | 2000 |        |

#### Resonancia 2:5
Tienen una órbita de ~410 años. En total, las órbitas de 11 objetos se clasifican en resonancia 2:5 desde octubre de 2008. Los objetos con órbitas bien establecidos en 55,4 UA incluyen:
| Nombre     | Diámetro (km)     | Perihelio (ua) | Afelio (ua) | Descubridor                 | Año  | Imagen |
| ---------- | ----------------- | -------------- | ----------- | --------------------------- | ---- | ------ |
| 2002 TC302 | 584,1+105,6 −88,0 | 39,199         | 71,870      | Brown, Trujillo, Rabinowitz | 2002 |        |
| 2003 UY117 |                   |                |             |                             | 2003 |        |
| 2001 KC77  | 201               | 35,418         | 76,001      | Marc Buie                   | 2001 |        |
| 2002 GG32  |                   |                |             |                             | 2002 |        |
| 1998 WA31  | 139               | 31,473         | 78,179      | Marc Buie                   | 1998 |        |

#### Resonancia 1:1 (troyanos de Neptuno)
Algunos objetos han sido descubiertos con un semieje mayor similar al de Neptuno, cerca de los Puntos de Lagrange Sol-Neptuno. Estos Troyanos de Neptuno, están en una resonancia 1:1 con Neptuno. Han sido descubiertos nueve de estos objetos a octubre de 2012:
- 2001 QR322
- 2004 UP10
- 2005 TN53
- 2005 TO74
- 2006 RJ103
- 2007 VL305
- 2008 LC18
- 2004 KV18
- 2011 HM102

Solo los últimos tres se encuentran cerca del L5 de Neptuno, el resto se encuentran en L4 .

#### Otras resonancias

El libración nominal 7:12 de Haumea en un diagrama donde Neptuno se mantiene estático. El color cambia de rojo a verde donde cruza la eclíptica.

Las llamados resonancias de orden superior son conocidas por un número limitado de objetos, incluidos los siguientes:
- 4:5 (35 UA, ~205 años) (131697) 2001 XH255
- 3:4 (36,5 UA, ~220 años) (143685) 2003 SS317, (15836) 1995 DA2
- 5:9 (44,5 UA, ~295 años) 2002 GD32[8]
- 4:9 (52 UA, ~370 años) (42301) 2001 UR163, (182397) 2001 QW297[9]
- 3:7 (53 UA, ~385 años) (131696) 2001 XT254, (95625) 2002 GX32, (183964) 2004 DJ71, (181867) 1999 CV118
- 5:12 (55 UA, ~395 años) (79978) 1999 CC158, (119878) 2001 CY224[10] (84% de probabilidad de acuerdo con Emel’yanenko)
- 3:8 (57 UA, ~440 años) (82075) 2000 YW134[11] (84% de probabilidad de acuerdo con Emel’yanenko)
- 3:10 (67 UA, ~549 años) Gonggong
- 2:7 (70 UA, ~580 años) (471143) Dziewanna, 2006 HX122[12] (La órbita preliminar sugiere una resonancia 2:7 débil. Se requieren más observaciones.)

Algunos objetos se encuentran en resonancias distantes
- 1:3 (62,5 UA, ~495 años) (136120) 2003 LG7, (385607) 2005 EO297[13]
- 1:4 (76 UA, ~660 años) 2003 LA7[14]
- 1:5 (88 UA, ~820 años) 2003 YQ179 (aparentemente coincidencial)[15]

Algunas notables resonancias no probadas (que podrían ser coincidencia) de planetas enanos son:
- 7:12 (43 UA, ~283 años) Haumea[16] (órbita nominal muy probable en resonancia)
- 6:11 (45 UA, ~302 años) Makemake[17] ((182294) 2001 KU76 parece estar también en resonancia 6:11)
- 5:17 (67 UA, ~560 años) Eris[17] (Gonggong se encuentra en una órbita similar)

#### Sin resonancia (cubewanos)
Un cubewano, llamado también "objeto clásico del cinturón de Kuiper" o, en inglés, classical Kuiper belt object (CKBO), es un objeto transneptuniano que no cumple ningún tipo de resonancia orbital con Neptuno. El nombre tan peculiar se deriva del primer objeto de esta clase, el 1992 QB1; pronunciado en inglés: /kju:bi wʌn/.
| Nombre     | Diámetro (km) | Perihelio (ua) | Afelio (ua) | Descubridor                                      | Año  | Imagen |
| ---------- | ------------- | -------------- | ----------- | ------------------------------------------------ | ---- | ------ |
| Albion     | 160           | 40,8754        | 46,5925     | David C. Jewitt, Jane X. Luu                     | 1992 |        |
| 1998 WW31  | 133±15        | 41,045         | 48,472      | M. W. Buie                                       | 1998 |        |
| S/(WW31) 1 | 110±12        | 41,045         | 48,472      | Christian Veillet, Alain Doressoundiram          | 2000 |        |
| Varuna     | 757           | 40,494         | 45,313      | R. McMillan                                      | 2000 |        |
| Quaoar     | 1110          | 41,695         | 45,116      | Chad Trujillo, Michael Brown                     | 2002 |        |
| Weywot     | ≈ 170         | 41,695         | 45,116      | Michael Brown, Terry-Ann Suer                    | 2006 |        |
| Logos      | 77±18         | 39,675         | 50,50       | C. A. Trujillo, J. Chen, D. C. Jewitt, J. X. Luu | 1997 |        |
| Zoe        | 66            | 39,675         | 50,50       | varios                                           | 2001 |        |
| Varda      | 705+81 −75    | 39.622         | 52.284      | J. A. Larsen                                     | 2003 |        |
| Chaos      | 612           | 40,929         | 50,269      | Deep Ecliptic Survey                             | 1998 |        |
| 2002 TX300 | 320           | 38.1057        | 48.954      | NEAT                                             | 2002 |        |
| Aya        | 768           | 41,066         | 53,503      | varios                                           | 2002 |        |
| 2002 UX25  | 650           | 36,815         | 48,923      | Spacewatch                                       | 2002 |        |

### Disco disperso
| Nombre     | Diámetro (km) | Perihelio (ua) | Afelio (ua) | Descubridor                                                                                  | Año  | Imagen |
| ---------- | ------------- | -------------- | ----------- | -------------------------------------------------------------------------------------------- | ---- | ------ |
| 2004 XR190 | 425–850       | 51,394         | 64,032      | Lynne Jones, Brett Gladman, John J. Kavelaars, Jean-Marc Petit, Joel Parker, Phil Nicholson. | 2004 |        |
| Gonggong   | 1230 ± 50     | 33,62          | 100,79      | M. E. Brown, Schwamb, David Lincoln Rabinowitz                                               | 2007 |        |
| Xiangliu   | < 100         | 33,62          | 100,79      | Gábor Marton, Csaba Kiss, Thomas Müller                                                      | 2010 |        |
| 1996 TL66  | 339±20        | 35,010         | 132,87      | David C. Jewitt, Jane X. Luu, Jun Chen, C. A. Trujillo                                       | 1996 |        |
| Eris       | 2326          | 35             | 97          | M. E. Brown, C. A. Trujillo, David Lincoln Rabinowitz                                        | 2005 |        |
| Disnomia   | 350           | 35             | 97          | M. E. Brown, M. A. van Dam, A. H. Bouchez, D. Le Mignant                                     | 2005 |        |

### Objetos separados
A veces considerados como objetos del disco disperso exterior. Esta es una lista de los objetos separados conocidos, que no podrían ser fácilmente dispersados por la órbita de Neptuno y por lo tanto es probable que sean objetos separados, pero que se encuentran dentro de la distancia de perihelio ≈50-75 UA, frontera usada que definiría a los sednoides.
| Nombre     | Diámetro (km) | Perihelio (UA) | Semieje mayor (UA) | Afelio (UA)  | Arg. per. (°) | Año  | Descubridor          | Imagen |
| ---------- | ------------- | -------------- | ------------------ | ------------ | ------------- | ---- | -------------------- | ------ |
| 2004 XR190 | 335–850       | 51,49 ± 0,10   | 57,74 ± 0,02       | 64,00 ± 0,02 |               | 2004 | Lynne Jones et al.   |        |
| 2004 VN112 | 130–300       | 47,332±0,004   | 328,8±1,6          | 610±3        | 327,22±0,07   | 2004 | CTIO                 |        |
| 2005 TB190 | ≈ 500         | 46,2           | 76,4               | 106,5        |               | 2005 | Becker, A. C. et al. |        |
| 2000 CR105 | ≈ 250         | 44,0           | 224                | 403          | 316,5         | 2000 | Lowell Observatory   |        |
| 1995 TL8   | ≈ 350         | 40,0           | 52,5               | 64,5         |               | 1995 | A. Gleason           |        |
| 2010 GB174 | 242           | 48,5           | 361                | 673          | 347,3         | 2010 | OCFH                 |        |

### Nube de Oort interior
La nube de Hills, también llamada nube de Oort interior y Nube Interior es, en astronomía, un vasto y esférico cuerpo hipotético interior en la nube de Oort, cuyo borde exterior se localiza a una distancia de 2 a 3×104 UA del Sol, y cuyo borde interior, no tan definido, está hipotéticamente localizado dentro las 100 y las 3000 UA.
| Nombre     | Diámetro (km) | Perihelio (ua) | Afelio (ua) | Descubridor                                  | Año  | Imagen |
| ---------- | ------------- | -------------- | ----------- | -------------------------------------------- | ---- | ------ |
| Sedna      | 995±80        | 76,0917        | ≈ 936       | Michael E. Brown, C. Trujillo, D. Rabinowitz | 2003 |        |
| 2012 VP113 | ~500          | 80,5 ± 0,6     | 446 ± 13    | Scott Sheppard, Chad Trujillo                | 2012 |        |
| 2015 TG387 | ≈300          | 65±1           | ≈2300       | Scott Sheppard, Chad Trujillo                | 2015 |        |

### Nube de Oort
| Nombre     | Diámetro (km) | Perihelio (ua) | Afelio (ua) | Año de descubrimiento | Descubridor                         |
| ---------- | ------------- | -------------- | ----------- | --------------------- | ----------------------------------- |
| 2006 SQ372 | 50 – 100 km   | 24,17          | 2.005,38    | 2006                  | Sloan Digital Sky Survey            |
| 2008 KV42  | 58,9          | 20.217         | 71.760      | 2008                  | Observatorio Canada, Francia, Hawái |

La hipotética estrella compañera Némesis entraría en la definición de objeto transneptuniano, aunque no está demostrada su existencia.

## Plutino y plutoide
No se deben confundir los términos plutino y plutoide. Cada una de estas categorías agrupan a objetos transneptunianos que, si bien pueden pertenecer a las dos a la vez, cada una tiene como requisito distintas características:
- Los plutinos son objetos transneptunianos que tienen características orbitales similares a Plutón, independientemente de su tamaño.
- Los plutoides son objetos transneptunianos con un tamaño similar al de Plutón, independientemente del grupo orbital al que pertenezcan.